# Список жертв
Список жертв (англ. Hit List) — американський бойовик 1989 року.

## Сюжет
Гангстер Вік Лука повинен постати перед судом за звинуваченням у торгівлі наркотиками. Три свідки звинувачення трагічно загинули, а колишній партнер Луки на ім'я Френк Де Сальва знаходиться під програмою захисту свідків і ретельно охороняється поліцією. Але Лука дізнається, де ховається Де Сальва разом зі своїм маленьким сином і посилає туди найманого вбивцю Кріса Каліка. Але той помилково проникає в інший будинок і не знайшовши там Де Сальви, бере із собою хлопчика, що був там, батьком якого є звичайний чоловік Джек Коллінз. Поліція вирішує не розповідати йому про помилку, яка сталася, тому Коллінзу доводиться взяти порятунку сина у власні руки. Коллінз, вивідавши у Де Сальви місцезнаходження цієї мафії, вступає в поєдинок.

## У ролях
| Актор              | Роль             |
| ------------------ | ---------------- |
| Ян-Майкл Вінсент   | Джек Коллінз     |
| Лео Россі          | Френк Де Сальва  |
| Ленс Генріксен     | Кріс Калік       |
| Чарльз Неп'єр      | Том Мітчем       |
| Ріп Торн           | Вік Лука         |
| Гарольд Сільвестр  | Брайан Армстронг |
| Джер Бернс         | Джаред Райлі     |
| Гарріет Голл       | Сенді Коллінз    |
| Кен Лернер         | Гревенштейн      |
| Джек Андреоцці     | Ейб Фасіо        |
| Нік Барбаро        | Маріо            |
| Лу Бонакі          | Джонсон          |
| Баррі Бреннер      | доктор           |
| Джофф Брюер        | Брок             |
| Річард Е. Батлер   | Вінк             |
| Крістофер Керролл  | священик         |
| Роберт А. Ферретті | Вінсент Карелли  |
| Джон Ф. Гофф       | прокурор         |
| Джон Грін          | Берк             |
| Маргарет Гуенвер   | суддя            |